# Alvand (Zanjan)
Alvand (persiska: الوند, اِلءوِند, اَلبَند) är en ort i Iran.   Den ligger i provinsen Zanjan, i den nordvästra delen av landet, 210 km väster om huvudstaden Teheran. Alvand ligger 1 838 meter över havet och antalet invånare är 74 889.
Terrängen runt Alvand är kuperad åt nordost, men åt sydväst är den platt.Runt Alvand är det ganska tätbefolkat, med 80 invånare per kvadratkilometer. Alvand är det största samhället i trakten. Trakten runt Alvand består i huvudsak av gräsmarker.